# Selección de fútbol sub-20 de Zanzíbar
La Selección de fútbol sub-20 de Zanzíbar es el equipo que representa al país en la Copa CECAFA Sub-20 y en la Copa ELF; y es controlado por la Asociación de Fútbol de Zanzíbar.

## Palmarés
- Copa CECAFA Sub-20: 1

2003

## Participaciones

### Copa CECAFA Sub-20
| Año   | Ronda          | J            | G            | E            | P            | GF           | GC           |
| ----- | -------------- | ------------ | ------------ | ------------ | ------------ | ------------ | ------------ |
| 1999  | No participó   | No participó | No participó | No participó | No participó | No participó | No participó |
| 2003  | Campeón        | 5            | 3            | 2            | 0            | 7            | 1            |
| 2005  | Fase de grupos | 3            | 0            | 1            | 2            | 2            | 5            |
| 2006  | No participó   | No participó | No participó | No participó | No participó | No participó | No participó |
| 2010  | Fase de grupos | 3            | 1            | 1            | 1            | 5            | 5            |
| Total | 3/5            | 11           | 4            | 3            | 4            | 14           | 11           |

- Datos: Q8066306